# International football cup 1961-1962
Navigation
Édition suivante
L'International football cup 1961-1962 est la première édition de l'International football cup, précurseur de la Coupe Intertoto. Elle est disputée par 32 clubs provenant de six pays différents. L'Allemagne de l'Ouest envoie 6 équipes, la Pologne 2 et l'Allemagne de l'Est, l'Autriche, les Pays-Bas, la Suède, la Suisse et la Tchécoslovaquie 4 chacun. Le tournoi se déroule en une phase de poules suivie d'une phase à élimination directe. Cette première édition est remportée en finale par l'Ajax Amsterdam devant le Feyenoord Rotterdam.

## Phase de groupes
Les équipes sont réparties dans 8 groupes de 4 clubs. La répartition des équipes tient compte de la position géographique des différents pays. Les poules A1 à A4 de la région Est regroupent ainsi les clubs allemands de l'Est, autrichiens, polonais et tchécoslovaque tandis que les poules B1 à B4 de la région Ouest regroupent les clubs hollandais, suédois et suisse. Les équipes d'Allemagne de l'Ouest sont placées dans chacune des deux régions.
Chaque groupe se dispute sous la forme d'un championnat avec rencontres aller-retour. Les vainqueurs de chaque groupe se qualifient pour les quarts de finale. Trois clubs néerlandais (Ajax Amsterdam, Feyenoord Rotterdam et Sparta Rotterdam), trois clubs tchécoslovaques (ŠK Slovan Bratislava, Spartak Hradec Králové et TJ Baník Ostrava) et un club suédois et autrichien (Örgryte Göteborg et First Vienna FC respectivement) parviennent à se qualifier pour la phase à élimination directe.

### Région Est

#### Groupe A1
| Rang | Équipe               | Pts | J | G | N | P | Bp | Bc | Diff |  | Résultats (▼ dom., ► ext.) |     |     |     |     |
| ---- | -------------------- | --- | - | - | - | - | -- | -- | ---- |  | -------------------------- | --- | --- | --- | --- |
| 1    | ŠK Slovan Bratislava | 10  | 6 | 4 | 2 | 0 | 16 | 4  | +12  |  | ŠK Slovan Bratislava       |     | 2-1 | 8-1 | 3-0 |
| 2    | ASK Vorwärts Berlin  | 5   | 6 | 2 | 1 | 3 | 13 | 10 | +3   |  | ASK Vorwärts Berlin        | 0-1 |     | 2-1 | 6-1 |
| 3    | Odra Opole           | 5   | 6 | 2 | 1 | 3 | 8  | 16 | -8   |  | Odra Opole                 | 1-1 | 2-1 |     | 2-0 |
| 4    | Wiener AC            | 4   | 6 | 1 | 2 | 3 | 9  | 16 | -7   |  | Wiener AC                  | 1-1 | 3-3 | 4-1 |     |

#### Groupe A2
| Rang | Équipe           | Pts | J | G | N | P | Bp | Bc | Diff |  | Résultats (▼ dom., ► ext.) |     |     |      |     |
| ---- | ---------------- | --- | - | - | - | - | -- | -- | ---- |  | -------------------------- | --- | --- | ---- | --- |
| 1    | TJ Baník Ostrava | 11  | 6 | 5 | 1 | 0 | 24 | 7  | +17  |  | TJ Baník Ostrava           |     | 6-1 | 3-1* | 4-0 |
| 2    | SC Motor Jena    | 8   | 6 | 3 | 2 | 1 | 14 | 12 | +2   |  | SC Motor Jena              | 2-2 |     | 5-0  | 3-2 |
| 3    | VfL Osnabrück    | 4   | 6 | 2 | 0 | 4 | 9  | 14 | -5   |  | VfL Osnabrück              | 0-3 | 0-1 |      | 6-2 |
| 4    | Grazer AK        | 1   | 6 | 0 | 1 | 5 | 9  | 23 | -14  |  | Grazer AK                  | 3-6 | 2-2 | 0-2  |     |

* Certaines sources font mention d'une victoire 3-2 du TJ Baník Ostrava.

#### Groupe A3
| Rang | Équipe                 | Pts | J | G | N | P | Bp | Bc | Diff |  | Résultats (▼ dom., ► ext.) |     |     |     |     |
| ---- | ---------------------- | --- | - | - | - | - | -- | -- | ---- |  | -------------------------- | --- | --- | --- | --- |
| 1    | Spartak Hradec Králové | 8   | 6 | 3 | 2 | 1 | 15 | 12 | +3   |  | Spartak Hradec Králové     |     | 2-3 | 1-0 | 4-2 |
| 2    | Górnik Zabrze          | 7   | 6 | 3 | 1 | 2 | 17 | 14 | +3   |  | Górnik Zabrze              | 2-2 |     | 5-1 | 2-5 |
| 3    | SC Dynamo Berlin       | 7   | 6 | 3 | 1 | 2 | 13 | 14 | -1   |  | SC Dynamo Berlin           | 1-1 | 4-3 |     | 2-1 |
| 4    | Wiener SC              | 2   | 6 | 1 | 0 | 5 | 15 | 20 | -5   |  | Wiener SC                  | 4-5 | 0-2 | 3-5 |     |

#### Groupe A4
| Rang | Équipe              | Pts | J | G | N | P | Bp | Bc | Diff |  | Résultats (▼ dom., ► ext.) |     |     |     |     |
| ---- | ------------------- | --- | - | - | - | - | -- | -- | ---- |  | -------------------------- | --- | --- | --- | --- |
| 1    | First Vienna FC     | 9   | 6 | 4 | 1 | 1 | 17 | 9  | +8   |  | First Vienna FC            |     | 3-3 | 3-0 | 5-2 |
| 2    | TJ Tatran Prešov    | 6   | 6 | 2 | 2 | 2 | 15 | 14 | +1   |  | TJ Tatran Prešov           | 2-1 |     | 3-1 | 3-3 |
| 3    | SC Rotation Leipzig | 6   | 6 | 3 | 0 | 3 | 7  | 11 | -4   |  | SC Rotation Leipzig        | 0-2 | 2-1 |     | 2-1 |
| 4    | Kickers Offenbach   | 3   | 6 | 1 | 1 | 4 | 13 | 18 | -5   |  | Kickers Offenbach          | 2-3 | 4-3 | 1-2 |     |

### Région Ouest

#### Groupe B1
| Rang | Équipe               | Pts | J | G | N | P | Bp | Bc | Diff |  | Résultats (▼ dom., ► ext.) |     |     |     |     |
| ---- | -------------------- | --- | - | - | - | - | -- | -- | ---- |  | -------------------------- | --- | --- | --- | --- |
| 1    | Feyenoord Rotterdam  | 10  | 6 | 5 | 0 | 1 | 24 | 12 | +12  |  | Feyenoord Rotterdam        |     | 1-3 | 4-1 | 3-2 |
| 2    | FC Schalke 04        | 8   | 6 | 4 | 0 | 2 | 22 | 12 | +10  |  | FC Schalke 04              | 1-5 |     | 4-1 | 8-0 |
| 3    | IFK Göteborg         | 3   | 6 | 1 | 1 | 4 | 12 | 22 | -10  |  | IFK Göteborg               | 3-6 | 2-4 |     | 3-2 |
| 4    | FC La Chaux-de-Fonds | 3   | 6 | 1 | 1 | 4 | 11 | 23 | -12  |  | FC La Chaux-de-Fonds       | 2-5 | 3-2 | 2-2 |     |

#### Groupe B2
| Rang | Équipe         | Pts | J | G | N | P | Bp | Bc | Diff |  | Résultats (▼ dom., ► ext.) |     |     |     |     |
| ---- | -------------- | --- | - | - | - | - | -- | -- | ---- |  | -------------------------- | --- | --- | --- | --- |
| 1    | Ajax Amsterdam | 9   | 6 | 4 | 1 | 1 | 26 | 8  | +18  |  | Ajax Amsterdam             |     | 1-0 | 9-1 | 9-1 |
| 2    | Malmö FF       | 8   | 6 | 3 | 2 | 1 | 15 | 10 | +5   |  | Malmö FF                   | 1-1 |     | 4-2 | 4-1 |
| 3    | FK Pirmasens   | 7   | 6 | 3 | 1 | 2 | 17 | 19 | -2   |  | FK Pirmasens               | 4-2 | 3-3 |     | 5-0 |
| 4    | FC Zürich      | 0   | 6 | 0 | 0 | 6 | 6  | 27 | -21  |  | FC Zürich                  | 1-4 | 2-3 | 1-2 |     |

#### Groupe B3
| Rang | Équipe               | Pts | J | G | N | P | Bp | Bc | Diff |  | Résultats (▼ dom., ► ext.) |     |     |     |     |
| ---- | -------------------- | --- | - | - | - | - | -- | -- | ---- |  | -------------------------- | --- | --- | --- | --- |
| 1    | Örgryte Göteborg     | 10  | 6 | 4 | 2 | 0 | 15 | 7  | +8   |  | Örgryte Göteborg           |     | 2-1 | 3-1 | 2-2 |
| 2    | VVV Venlo            | 7   | 6 | 3 | 1 | 2 | 13 | 12 | +1   |  | VVV Venlo                  | 2-2 |     | 3-2 | 1-0 |
| 3    | Borussia Neunkirchen | 4   | 6 | 2 | 0 | 4 | 12 | 15 | -3   |  | Borussia Neunkirchen       | 1-3 | 5-3 |     | 2-0 |
| 4    | FC Granges           | 3   | 6 | 1 | 1 | 4 | 6  | 12 | -6   |  | FC Granges                 | 0-3 | 1-3 | 3-1 |     |

#### Groupe B4
| Rang | Équipe               | Pts | J | G | N | P | Bp | Bc | Diff |  | Résultats (▼ dom., ► ext.) |     |     |     |     |
| ---- | -------------------- | --- | - | - | - | - | -- | -- | ---- |  | -------------------------- | --- | --- | --- | --- |
| 1    | Sparta Rotterdam     | 10  | 6 | 5 | 0 | 1 | 23 | 12 | +11  |  | Sparta Rotterdam           |     | 4-3 | 4-1 | 5-2 |
| 2    | Elfsborg Boras       | 8   | 6 | 4 | 0 | 2 | 21 | 17 | +4   |  | Elfsborg Boras             | 2-5 |     | 5-2 | 2-1 |
| 3    | Tasmania 1900 Berlin | 3   | 6 | 1 | 1 | 4 | 11 | 16 | -5   |  | Tasmania 1900 Berlin       | 4-1 | 2-3 |     | 1-2 |
| 4    | FC Bâle              | 3   | 6 | 1 | 1 | 4 | 9  | 19 | -10  |  | FC Bâle                    | 0-4 | 3-6 | 1-1 |     |

## Phase à élimination directe

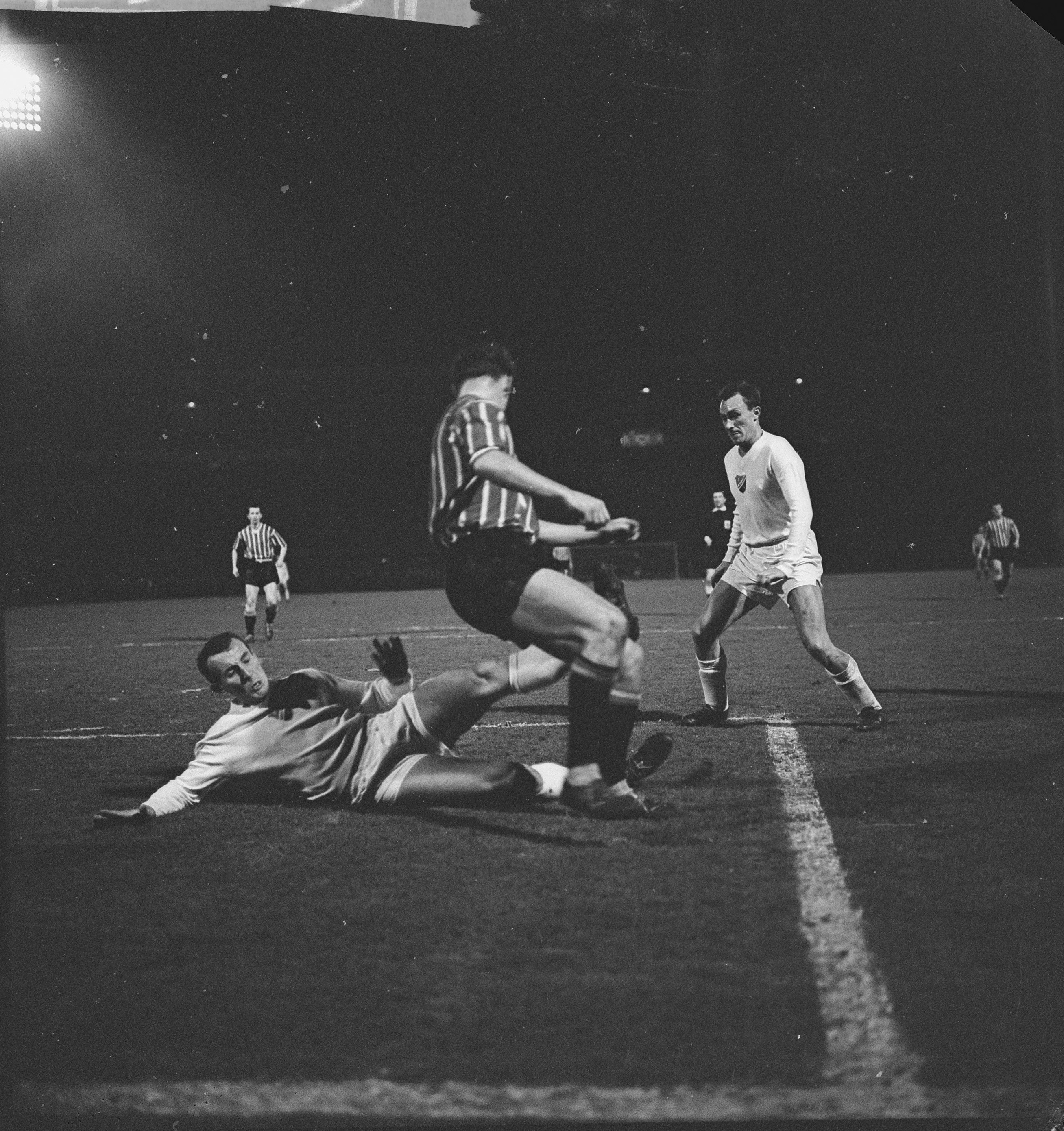
Demi-finale Feyenoord-Banik Ostrava

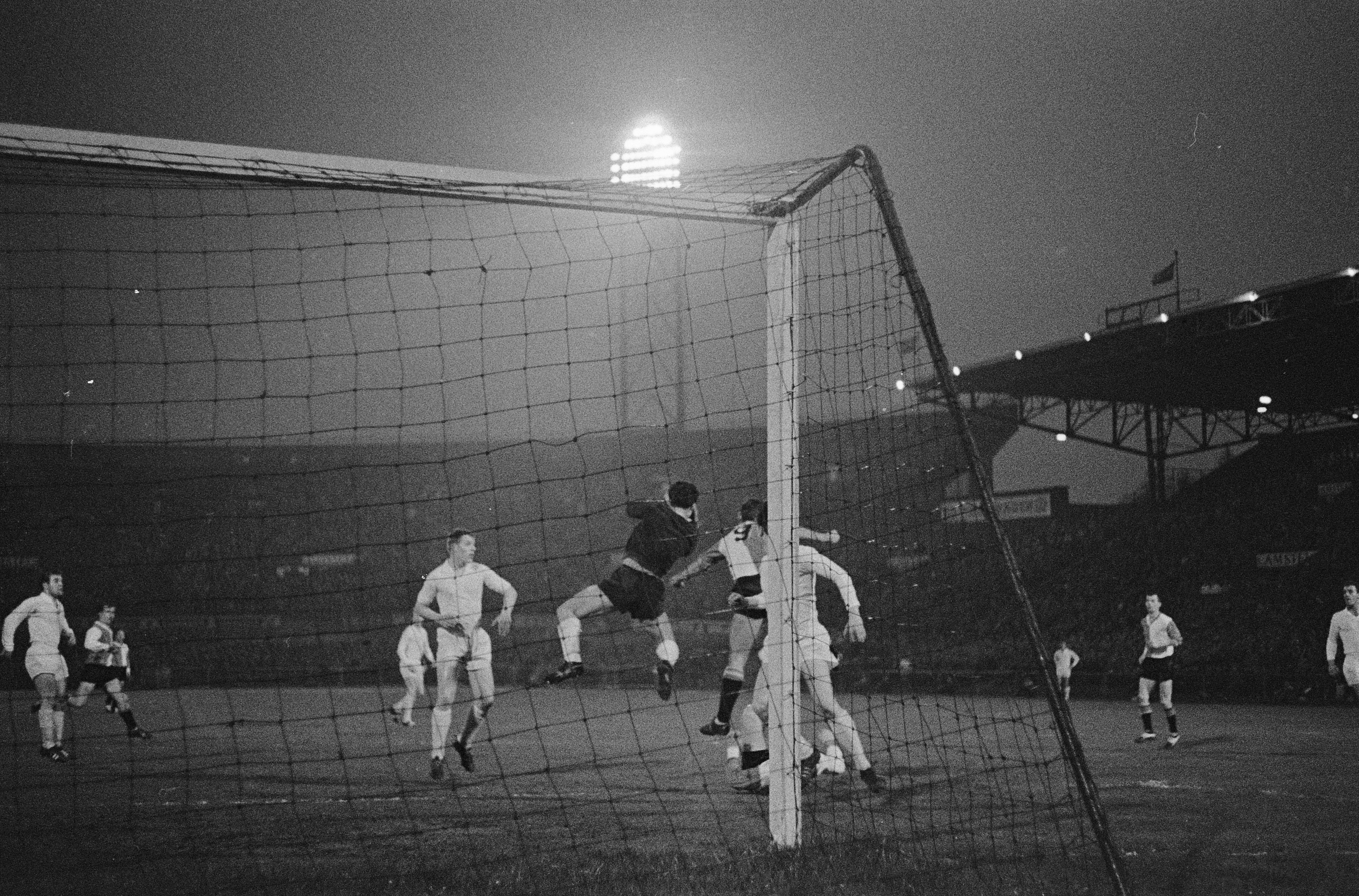
Finale Ajax-Feyenoord

Les huit vainqueurs de groupes se rencontrent en quart de finale. Chaque quart de finale oppose une équipe de la région Est à une équipe de la région Ouest. Tous les tours de la phase à élimination directe se déroule sur un match sur le terrain d'une des deux équipes.
La finale oppose deux clubs néerlandais le 26 avril 1962 à Amsterdam. L'Ajax Amsterdam bat le Feyenoord Rotterdam par 4 buts à 2 et remporte la première édition de l'International football cup.
|  | Quarts de finale | Quarts de finale       | Quarts de finale     | Quarts de finale     |                     |                     | Demi-finales | Demi-finales | Demi-finales | Demi-finales |  |  | Finale                   | Finale                   | Finale                   | Finale                   |
|  |                  |                        |                      |                      |                     |                     |              |              |              |              |  |  |                          |                          |                          |                          |
|  | Amsterdam        | Amsterdam              | Amsterdam            | Amsterdam            |                     |                     | Amsterdam    | Amsterdam    | Amsterdam    | Amsterdam    |  |  | 26 avril 1962, Amsterdam | 26 avril 1962, Amsterdam | 26 avril 1962, Amsterdam | 26 avril 1962, Amsterdam |
|  | Amsterdam        | Amsterdam              | Amsterdam            | Amsterdam            |                     |                     | Amsterdam    | Amsterdam    | Amsterdam    | Amsterdam    |  |  | 26 avril 1962, Amsterdam | 26 avril 1962, Amsterdam | 26 avril 1962, Amsterdam | 26 avril 1962, Amsterdam |
|  | gr.A1            | Ajax Amsterdam         | 4ap                  | 4ap                  |                     |                     | Amsterdam    | Amsterdam    | Amsterdam    | Amsterdam    |  |  | 26 avril 1962, Amsterdam | 26 avril 1962, Amsterdam | 26 avril 1962, Amsterdam | 26 avril 1962, Amsterdam |
|  | gr.A1            | Ajax Amsterdam         | 4ap                  | 4ap                  |                     |                     | Amsterdam    | Amsterdam    | Amsterdam    | Amsterdam    |  |  | 26 avril 1962, Amsterdam | 26 avril 1962, Amsterdam | 26 avril 1962, Amsterdam | 26 avril 1962, Amsterdam |
|  | gr.B4            | First Vienna FC        | 3                    | 3                    |                     |                     | Amsterdam    | Amsterdam    | Amsterdam    | Amsterdam    |  |  | 26 avril 1962, Amsterdam | 26 avril 1962, Amsterdam | 26 avril 1962, Amsterdam | 26 avril 1962, Amsterdam |
|  | gr.B4            | First Vienna FC        | 3                    | 3                    | Ajax Amsterdam      | Ajax Amsterdam      | 5            | 5            |              |              |  |  | 26 avril 1962, Amsterdam | 26 avril 1962, Amsterdam | 26 avril 1962, Amsterdam | 26 avril 1962, Amsterdam |
|  | Bratislava       |                        |                      |                      | Ajax Amsterdam      | Ajax Amsterdam      | 5            | 5            |              |              |  |  | 26 avril 1962, Amsterdam | 26 avril 1962, Amsterdam | 26 avril 1962, Amsterdam | 26 avril 1962, Amsterdam |
|  |                  |                        | ŠK Slovan Bratislava | ŠK Slovan Bratislava | 1                   | 1                   |              |              |              |              |  |  | 26 avril 1962, Amsterdam | 26 avril 1962, Amsterdam | 26 avril 1962, Amsterdam | 26 avril 1962, Amsterdam |
|  | gr.B3            | ŠK Slovan Bratislava   | ŠK Slovan Bratislava | ŠK Slovan Bratislava | 1                   | 1                   | 6            | 6            |              |              |  |  | 26 avril 1962, Amsterdam | 26 avril 1962, Amsterdam | 26 avril 1962, Amsterdam | 26 avril 1962, Amsterdam |
|  | gr.B3            | ŠK Slovan Bratislava   | Rotterdam            |                      |                     |                     | 6            | 6            |              |              |  |  | 26 avril 1962, Amsterdam | 26 avril 1962, Amsterdam | 26 avril 1962, Amsterdam | 26 avril 1962, Amsterdam |
|  | gr.A2            | Sparta Rotterdam       | 1                    | 1                    |                     |                     |              |              |              |              |  |  | 26 avril 1962, Amsterdam | 26 avril 1962, Amsterdam | 26 avril 1962, Amsterdam | 26 avril 1962, Amsterdam |
|  | gr.A2            | Sparta Rotterdam       | 1                    | 1                    | Ajax Amsterdam      | Ajax Amsterdam      | 4            | 4            |              |              |  |  |                          |                          |                          |                          |
|  | Rotterdam        |                        |                      |                      | Ajax Amsterdam      | Ajax Amsterdam      | 4            | 4            |              |              |  |  |                          |                          |                          |                          |
|  |                  |                        | Feyenoord Rotterdam  | Feyenoord Rotterdam  | 2                   | 2                   |              |              |              |              |  |  |                          |                          |                          |                          |
|  | gr.B2            | Feyenoord Rotterdam    | Feyenoord Rotterdam  | Feyenoord Rotterdam  | 2                   | 2                   | 3            | 3            |              |              |  |  |                          |                          |                          |                          |
|  | gr.B2            | Feyenoord Rotterdam    |                      |                      |                     |                     |              |              |              |              |  |  |                          |                          |                          |                          |
|  | gr.A4            | Spartak Hradec Králové | 1                    | 1                    |                     |                     |              |              |              |              |  |  |                          |                          |                          |                          |
|  | gr.A4            | Spartak Hradec Králové | 1                    | 1                    | Feyenoord Rotterdam | Feyenoord Rotterdam | 1            | 1            |              |              |  |  |                          |                          |                          |                          |
|  | Göteborg         |                        |                      |                      | Feyenoord Rotterdam | Feyenoord Rotterdam | 1            | 1            |              |              |  |  |                          |                          |                          |                          |
|  |                  |                        | TJ Baník Ostrava     | TJ Baník Ostrava     | 0                   | 0                   |              |              |              |              |  |  |                          |                          |                          |                          |
|  | gr.B1            | Örgryte Göteborg       | TJ Baník Ostrava     | TJ Baník Ostrava     | 0                   | 0                   | 2            | 2            |              |              |  |  |                          |                          |                          |                          |
|  | gr.B1            | Örgryte Göteborg       |                      |                      |                     |                     |              | 2            |              |              |  |  |                          |                          |                          |                          |
|  | gr.A3            | TJ Baník Ostrava       | 3                    | 3                    |                     |                     |              |              |              |              |  |  |                          |                          |                          |                          |
|  | gr.A3            | TJ Baník Ostrava       | 3                    | 3                    |                     |                     |              |              |              |              |  |  |                          |                          |                          |                          |
|  |                  |                        |                      |                      |                     |                     |              |              |              |              |  |  |                          |                          |                          |                          |

ap = Après prolongation